# Mogolistán

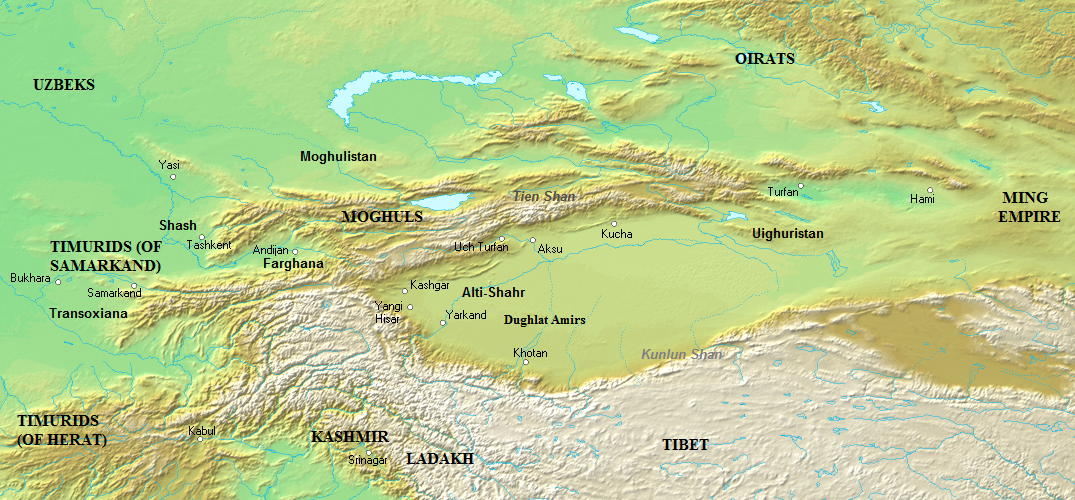
Asia centrooriental a comienzos de 1450. Los mogoles controlaban Mogolistán, Alti-Shahr y Turfán.

Mogolistán o Mogulistán  (en persa: مغولستان‎), también llamado kanato Chagatai oriental  (en chino simplificado, 东察合台汗国; pinyin, Dōng Cháhétái Hànguó), es un área geográfica histórica localizada al norte de la cordillera de los Tian Shan, en la frontera entre Asia Central y Asia Oriental. Esta zona incluye parte de los actuales países de Kazajistán y Kirguistán, así como el noroeste de China.  Nominalmente el área fue gobernada por un kanato desde mediados del siglo XIV hasta el siglo XVII, aunque es discutible si era una continuación del kanato de Chagatai, un kanato independiente o un estado tributario de la dinastía Ming de China.
En ese momento, el control local recaía en los mongoles locales Dughlats o en los líderes sufi Naqshbandi en sus respectivos ciudades-oasis. Aunque los gobernantes disfrutaban de gran riqueza debido al comercio con China, estuvieron acosados por constantes guerras civiles e invasiones del Imperio timúrida, que había surgido de la parte occidental del antiguo kanato de Chagatai. Los kanes de tendencia independentista crearon sus propios dominios en ciudades como Kashgar y Turfán. Con el tiempo el kanato fue superado por kirguís, kazajos y oirates.

## Etimología

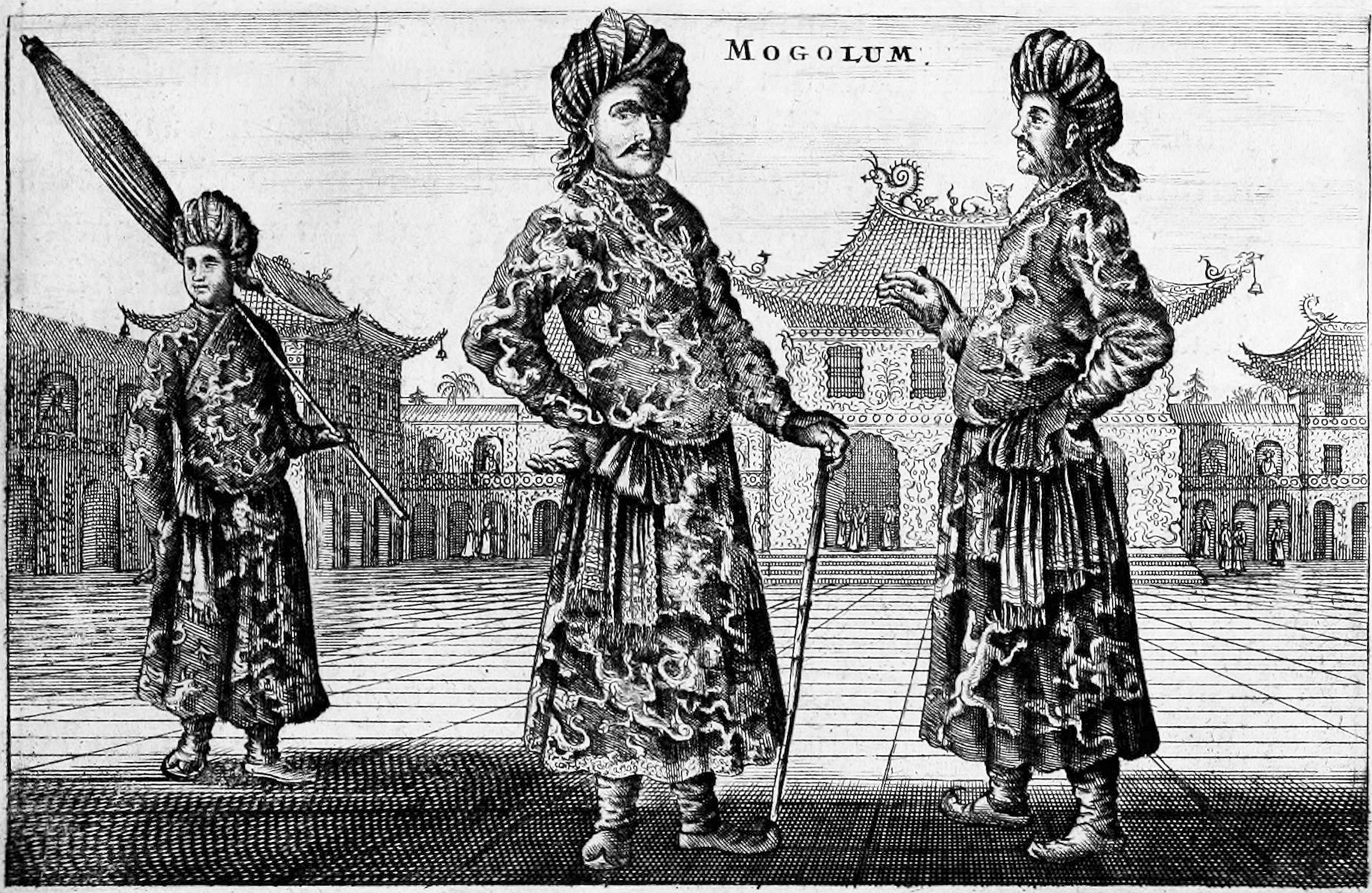
Enviados «mogoles» vistos en Beijing en 1656 por Johan Nieuhof, que los tomó como representativos de los mogoles de la India. Sin embargo, más tarde Luciano Petech pensó que eran visitantes de Turfán en Mogolistán.

Mogolistán significa simplemente «Tierra de los mogoles», o mongoles (el término mogol deriva del que en lengua persa se usaba para mongol) en referencia a la rama oriental de los kanes turco-mongoles de Chagatai que la gobernaron. El término «Mogolistán» es sobre todo utilizado en la historiografía soviética, mientras que la historiografía china suelen emplear el término «kanato de Chagatai oriental» (en chino simplificado, 东察合台汗国; pinyin, Dōng Cháhétái Hànguó), que contrasta Mogolistán con el Imperio timúrida. Los kanes mogoles se consideran a sí mismos herederos de las tradiciones mongolas y se llamaron Mongghul Uls, del cual deriva el término persa «Mogolistán». Los mandarines de la dinastía Ming llamaban mogoles a «las tribus mongolas (en chino, 蒙古部落; pinyin, Ménggǔ Bùluò) en Beshbalik». El exónimo timúrida para Mogolistán era Ulus-i Jatah.
Cuando los mongoles conquistaron la mayor parte de Asia y de Rusia europea en el siglo XIII (para más detalles véase el Imperio mongol), estaban en minoría en muchas de las regiones a las que habían sometido, como Irán y China. Como resultado, los mongoles en estas regiones adoptaron rápidamente la cultura local. Por ejemplo, en el Ilkanato persa los kanes mongoles adoptaron el Islam después de menos de medio siglo, mientras que los kanes de la dinastía Yuan adoptaron las costumbres de la corte china. Por contraste, los mongoles y sus subordinados que se asentaron en lo que llegó a ser conocido como Mogolistán eran en origen nómadas de la estepa de Mongolia. Debido a esto, fueron mucho más resistentes a los cambios en su estilo de vida, conservando su anterior estilo de vida nómada durante varios siglos y fueron los últimos de los mongoles que se convirtieron al islam. Durante el siglo XIV sus habitantes eran conocidos como «jats» y el área que ocupaban se llamaba «Jatah». Este término también es utilizado por numerosos pueblos en el sur de Asia, en Pakistán, y en partes del oeste de la India.

## Geografía
Dado que los mongoles eran nómadas de la estepa, los límites de sus territorios raramente se mantuvieron igual durante mucho tiempo. Aun así, Mogolistán en el sentido más estricto se centró en la región del Ili. Estaba limitado al oeste por la provincia de Shash y las montañas Karatau, mientras que la zona sur del lago Balkhash marcaba el límite norte de la influencia mogol. Desde aquí, la frontera se inclinaba gradualmente en dirección sureste hasta llegar a la parte oriental de las montaña Tian Shan, que fueron en esa época la frontera sur. Además de la propia Mogolistán, los mongoles también controlaban nominalmente la actual región de Beijiang («río del norte») (al norte de Xinjiang, incluyendo la depresión de Turfán) y Nanjiang (al sur de Xinjiang, incluyendo la cuenca del Tarim). Además de Mogolistán, Nanjiang y Beijiang, otras regiones también estuvieron temporalmente sujetas a un régimen mogol en un momento u otro, como Tashkent, Fergana y partes de Badakhshan. Mogolistán mismo fue principalmente un país de estepa y era donde residían habitualmente los mongoles. Debido a la naturaleza nómada de los mongoles, las ciudades de Mogolistán entraron en decadencia durante su gobierno, aunque si se las arreglaron para permanecer ocupadas.
Aparte de los ciudades que estaban al pie de las montañas, casi toda la región de Nanjiang estaba desierta. Como resultado, los mongoles en general se mantuvieron fuera de la región y fueron una pobre fuente de mano de obra. Los emires Dughlat o líderes de la orden islámica Naqshbandi administraron estas ciudades en nombre de los kanes mogoles hasta 1514. Los mongoles gobernaron más directamente Nanjiang después de haber perdido el mismo Mogolistán. La ciudad capital de Nanjiang solía ser Yarkand o Kashgar. Un término contemporáneo chino para parte del área de Nanjiang era «ruta meridional de las Tian Shan» (en chino, 天山南路; pinyin, Tiānshān Nánlù), en contraposición a la «ruta septentrional», es decir, Dzungaria.
Una palabra tardía en túrquico Alti-Shahr, que significa «Seis Ciudades», se puso de moda durante el gobierno del señor de la guerra tayiko del siglo XIX Yaqub Beg, que es un término impreciso que hace referencia a ciertas ciudades occidentales, entonces ciudades oasis musulmanas. Shoqan Valijánov cree que eran Yarkand, Kashgar, Hotan, Aksu, Uch-Tufpan y Yangi Hisar; dos definiciones de Albert von Le Coq sustituyen Bachu (Maralbishi) por Uch-Turfan o Yecheng (Karghalik) por Aksu. Durante el gobierno de Yaqub, Turfán fue sustituido por Uch-Turfan, y otros informantes identifican siete, en lugar de seis ciudades en Alti-shahr. Las fronteras del Alti-Shahr estaban mejor definidas que las de Mogolistán, con las Tian Shan marcando la frontera norteña, la cordillera del Pamir, la occidental, y las Kunlun Shan, la meridional. La frontera oriental estaba por lo general un poco al este de Kucha.
El reino budista en Beijiang centrado en torno a Turfán fue la única región donde las personas fueron identificadas como «uigures» después de las invasiones islámicas. El área más amplia de Turfán estaba confinada por Nanjiang, al oeste; las Tian Shan, al norte; las Kunlun Shan, al sur; y por el principado de Hami. En 1513 Hami se convirtió en una dependencia de Turfán y así permaneció hasta el fin del gobierno mogol. Como resultado, los mogoles se convirtieron en vecinos directos de la China de los Ming. Aunque el término «Uigurstán» se utilizó para hacer referencia a la ciudad-estado de Turfán, el término se confunde en las fuentes musulmanas con el de Catay. Los kanes uigures se habían convertido voluntariamente en vasallos mongoles durante el reinado de Genghis Khan, y como resultado de ello se les permitió mantener sus territorios. Cuando el Imperio mongol fue dividido en la mitad del siglo XIII, la región de Xinjiang fue asignada a los Chagatayidas. El poder de la kanes uigures declinó lentamente bajo el dominio mongol hasta que el último kan registrado se convirtió a la fuerza al islam en la década de 1380 o 1390. Después del siglo XV, parecen haber estado sometidos al gobierno mogol directo, y un kanato mogol independiente se estableció allí a mediados de siglo. Después de la islamización de Turfán, el término no-islámico «uigur» desaparecería hasta que el líder de la China Nacionalista Sheng Shicai, siguiendo la política de la Unión Soviética, lo reintrodujo para una población musulmana diferente en 1934.

## Historia

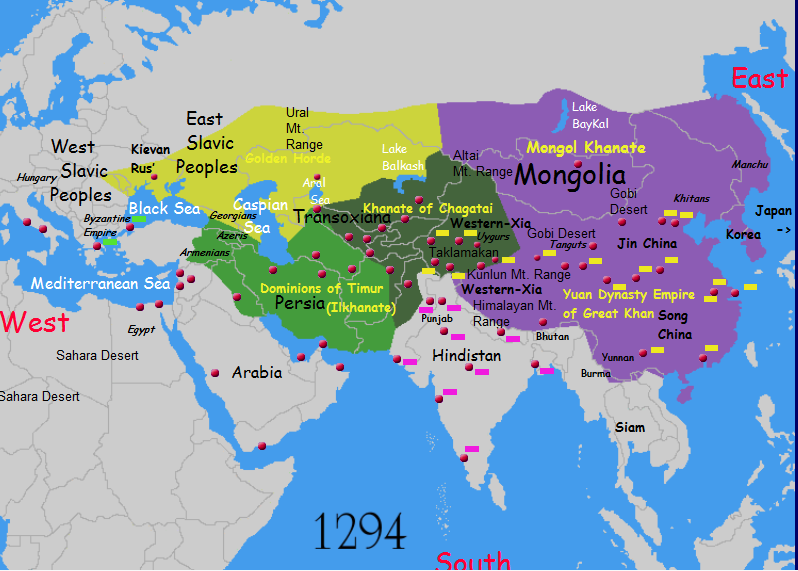
Mapa de los kanatos Chughatai

Los argumentos sobre la sucesión del Imperio mongol en Asia resultaron en su ruptura en el kanato de Chagatai, en Asia Central, en la dinastía Yuan (1279-1368), en China, en el Ilkhanato, en Persia, y en la Horda de Oro, en Rusia, que luego libraron muchas guerras destructivas entre sí. Después de que los chinos han se uniesen y expulsaran a los mongoles de China, estableciendo la dinastía Ming (1368-1644), los refugiados mongoles Yuan, principalmente del clan de Borjigin, emigraron al oriental kanato de Chagatai. Estos mongoles se aliaron con nómadas budistas, cristianos y rebeldes shamanistas de las áreas del Issyk Kul y de Isi contra la kan de Chagatai Tarmashirin en la década de 1330 en su conversión al Islam Este kan y sus herederos gobernaron una región de tribus nómadas y habitantes de oasis desde el siglo XIV hasta el siglo XVII. Mogolistán, que había formado la porción oriental del kanato de Chagatai, se independizó en 1347 bajo el chagatayida llamado Tughlugh Timur. No hay una fecha aceptada para la disolución del kanato de Chagatai, aunque algunos historiadores lo marcan con el ascenso de Tughlugh. Hubo pocas historias contemporáneas de Mogolistán, en contraste con la bien documentada historia del imperio timúrida, y la mayoría de los conocimientos actuales sobre la región procede de la Tarikh-i-Rashidi.
Tughlugh Timur también se convirtió más tarde al islam, cuyos conceptos de ummah, ghazat (guerra santa) y jihad inspiraron su expansionismo territorial en Transoxiana. La conversión también era políticamente conveniente ya que tildó a los rama de príncipes disidentes que asesinó como «paganos e idólatras». La conversión entre la población general fue lenta. Timur nombró a su hijo Ilyas Khoja, Khan, quien fue asesinado en 1368 por Qamar-ud-din Khan Dughlat. Este contratiempo provocó un período de casi constantes guerras civiles, porque los jefes de la tribu no podían aceptar que Qamar ud-din, un «plebeyo», pudiera acceder al trono. La oposición a Qamar dentro de su propia tribu Dughlat puso en peligro la unidad del Mogolistán, hasta que Mirza Abu Bakr Dughlat tomó el control de Kashgar.
En el siglo XIV Timur envió al menos cinco expediciones victoriosas a Mogolistán, debilitando seriamente el régimen de Qamar ud-Din. Los mogoles habían enviado una súplica sin éxito al emperador chino Hongwu pidiendo ayuda, ya que Timur había querido también conquistar China. A pesar de que la alianza militar no resultó, la dinastía Ming abrió el comercio a las caravanas hasta Mogolistán, muy enriquecedor para los gobernantes mogoles que recaudaban zakat (impuesto) en el lucrativo comercio de la ruta de la seda. Este comercio marcó el comienzo de una era de intercambio económico y cultural con China, a cambio de la aceptación del estado (que los Ming veían como tal) de estatus tributario de los Ming. Durante el siglo XV los mogoles tuvieron que lidiar con varias incursiones enemigas de oirates, timúridas y uzbekos. Yunus Khan (1462-1487) se benefició de la debilidad de sus vecinos y tomó Tashkent en 1482. Hacia el final del reinado de Yunus, su hijo Ahmad Alaq fundó un kanato separatista en el gran Turfán.
A mediados del siglo XVI, Mogolistán fue objeto de una creciente presión de los kirguises y kazajos. Aunque los kanes mogoles hicieron todo lo posible para mantener el orden, con el tiempo los kirguises y los kazajos se convirtieron en las fuerzas dominantes en la región. A partir de entonces, los kanes mogoles se limitaron en su mayoría a la cuenca del Tarim. A finales del siglo XVI y en el XVII, el poder en los mogoles pasó gradualmente a los kanes de los khojas que eran influyentes líderes religiosos en el siglo XVI de la orden sufi de Naqshbandi. Al mismo tiempo, los kirguises comenzaron a penetrar también en Alti-Shahr. Los kanes fueron derrocados, finalmente, en el siglo XVII, poniendo fin a la dominación Chagatayida en Asia Central, cuando Mogolistán fue invadida por los zungaros, otro pueblo mongol que también se había convertido totalmente al islam.